# Андреј Маринц
Андреј Маринц (Цеље, 4. октобар 1930) је друштвено-политички радник СФР Југославије и СР Словеније. Од 27. новембра 1972. до априла 1978. обављао је функцију председника Извршног већа Скупштине СР Словеније.

## Биографија
Андреј Маринц рођен је 4. октобра 1930. године у Цељу. Дипломирао је на Агрономском факултету у Љубљани. Члан Комунистичке партије Југославије постао је 1947. године.
Од 1960. године је друштвено-политички радник, а вршио је многе функције:
- секретар Општинског комитета СК Цеље
- секретар Среског комитета СК Цеље
- председник Среског одбора Социјалистичког савеза радног народа Словеније
- члан Извршног комитета Централног комитета Савеза комуниста Словеније
- секретар секретаријата ЦК СК Словеније
- републички посланик у Народној скупштини Словеније
- члан комисије Председништва СКЈ за унутрашња питања и развој друштвених односа
- члан Конференције организације СК у Југословенској народној армији
- члан Комисије ЦК СК Словеније за општенародни отпор
- председник Извршног већа Народне скупштине СР Словеније од 27. новембра 1972. до априла 1978. године
- председник Председништва Централног комитета Савеза комуниста Словеније од априла 1982. до маја 1986. године
- члан Председништва СР Словеније од 1986. до 1990. године